# 110 Lydia
A 110 Lydia a Naprendszer kisbolygóövében található aszteroida. Alphonse Louis Nicolas Borrelly fedezte fel 1870. április 19-én.